# Jardins de l'Umbracle
Els jardins de l'Umbracle es troben a la muntanya de Montjuïc, en el districte de Sants-Montjuïc de Barcelona. Van ser realitzats entre 1917 i 1924, amb motiu de l'Exposició Internacional de Barcelona de 1929, sent obra de Jean-Claude Nicolas Forestier i Nicolau Maria Rubió i Tudurí. El seu nom prové de l'umbracle de la Font del Gat, un hivernacle desaparegut en un incendi als anys 1960, del que queden les parets.

## Història i descripció

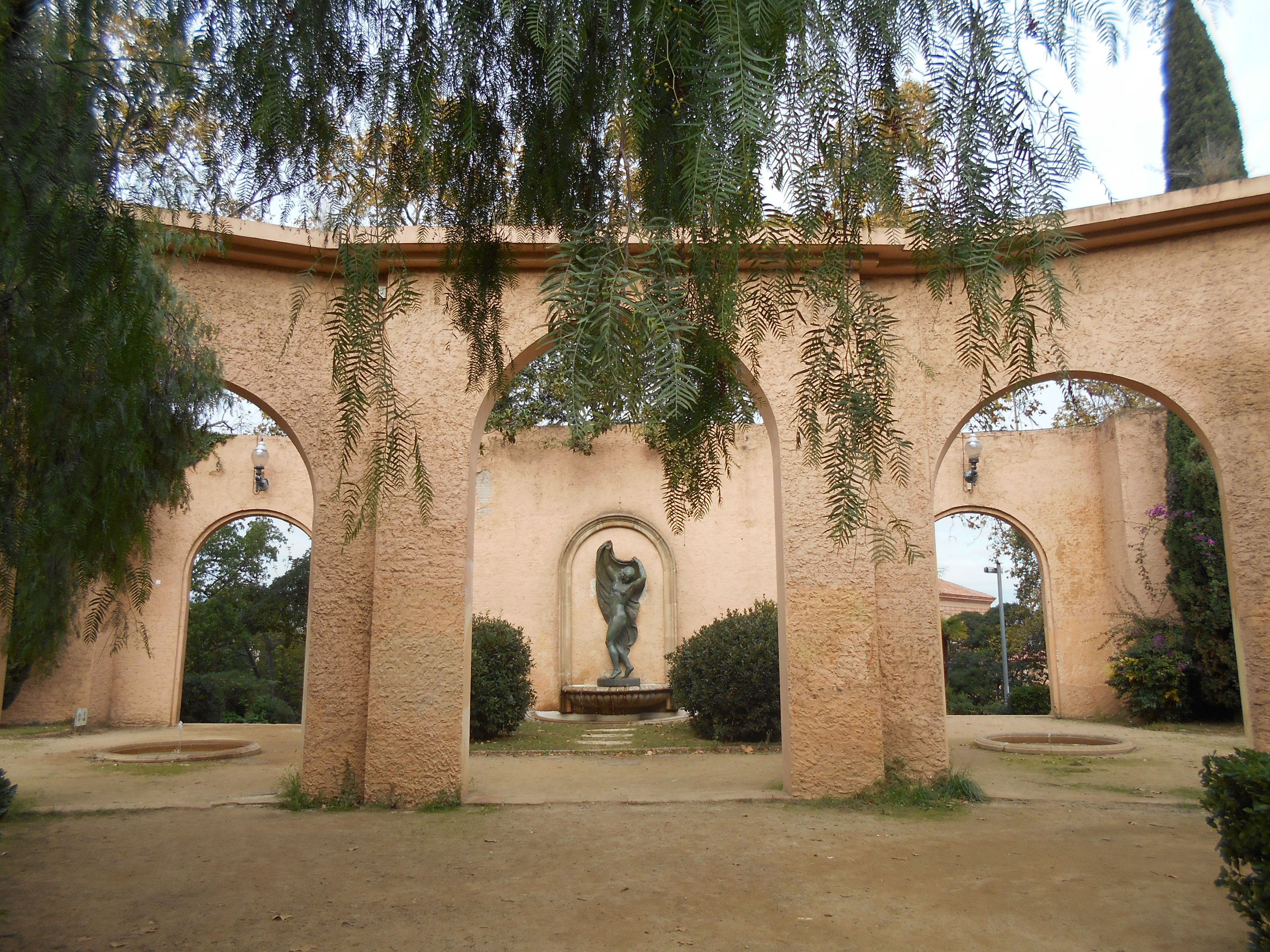
Restes de l'umbracle. Al fons, l'escultura Marinada

La iniciativa d'enjardinar la muntanya de Montjuïc va sorgir a final del segle xix. El 1894 es va elaborar un projecte a càrrec de Josep Amargós que finalment no va ser dut a terme. El 1905 un altre projecte preveia la retirada de la distinció de plaça militar i la creació d'un parc amb jardins, però no va ser aprovat. El 1914 es va fer la primera actuació efectiva amb l'obertura d'una avinguda que conduïa des de la Gran Via fins a la zona de Miramar, a càrrec novament de Josep Amargós. Finalment, l'impuls definitiu es va produir amb la celebració de l'Exposició Internacional de 1929. El 1917 van començar les obres d'urbanització al vessant nord de la muntanya, a càrrec de l'enginyer Marià Rubió i Bellver, mentre que el projecte d'enjardinament va ser a duta pel paisatgista francès Jean-Claude Nicolas Forestier, que va comptar amb la col·laboració de Nicolau Maria Rubió i Tudurí, director de Parcs i jardins de Barcelona entre 1917 i 1937, que va realitzar un conjunt de marcat caràcter mediterrani i gust classicista. Les obres es van perllongar fins a 1924, i van consistir principalment en la constitució dels jardins de Laribal, els de Miramar i els de el Teatre Grec, d'estil hispano-àrab, així com els jardins de Miramar a el vessant que dona al mar a la part alta de la muntanya.

Marinada, d'Antoni Alsina

Els jardins es troben enfront de l'entrada dels jardins de Laribal, seguint la corba que en aquest lloc presenta el passeig de Santa Madrona, mentre que en la seva part posterior estan delimitats pel Museu d'Arqueologia de Catalunya, antic Pavelló d'Arts Gràfiques de l'Exposició Internacional. Destaca en la seva part central un estany circular amb un sortidor central, després del qual es troben les restes de l'antic umbracle, del que queden les parets, que en la seva part frontal presenten unes obertures en forma d'arcs de mig punt. Aquest umbracle va ser construït el 1928, amb un disseny de Rubió i Tudurí, i era denominat de la Font del Gat, per trobar-se prop d'aquesta famosa font. L'edifici tenia forma semicircular, amb una galeria porticada i sostres de gelosia. Als anys 1960 l'edifici va patir un incendi que ho va deixar en estat ruïnós. Va ser utilitzat com a magatzem pel departament de Parcs i jardins, fins que a la fi de la dècada del 1980 va ser reformat, deixant-ho en el seu estat actual.
El 1929 es va col·locar en aquest lloc una escultura titulada Marinada o Ballarina, d'Antoni Alsina, elaborada inicialment pel conjunt d'escultures de la Plaça de Catalunya instal·lat amb motiu de la urbanització de la plaça de cara a l'Exposició Internacional, però traslladada per tratar-se d'un nu femení que no va ser vist amb bons ulls per la moral imperant al moment. És una obra de bronze, de gairebé 5 metres d'altura, que representa una jove nua ballant, amb els braços aixecats subjectant un vel a la seva esquena, en un estil proper al noucentisme de moda en l'època.